# Reggae Gold 2010
Reggae Gold 2010 – osiemnasty album z serii składanek Reggae Gold, wydawanej przez nowojorską wytwórnię VP Records.
Płyta ukazała się 22 czerwca 2010 roku, wraz z bonusowym CD zawierającym remixy wszystkich utworów, autorstwa jamajskiego DJ-a ZJ Chrome'a. Produkcją całości zajęli się Chris Chin oraz Joel Chin.
10 lipca 2010 roku album osiągnął 2. miejsce w cotygodniowym zestawieniu najlepszych albumów reggae magazynu Billboard (ogółem był notowany na liście przez 54 tygodnie).

## Lista utworów
1. Gyptian - "Hold You"
2. Ding Dong & Chevaughn Clayton - "Holiday"
3. Vybz Kartel, Popcaan & Gaza Slim - "Clarks"
4. Damian Marley & Nas - "As We Enter"
5. Serani & Ding Dong - "Skip To Ma Luu"
6. Vybz Kartel - "Slow Motion"
7. Shaggy & Tessanne Chin - "Never Let Me Go"
8. Busy Signal - "Sweet Love (Night Shift)"
9. Tarrus Riley - "Love's Contagious"
10. Etana - "Happy Heart"
11. Sean Paul - "Hold My Hand"
12. Konshens - "The Realest Song"
13. Wasp - "Cry Fi Dem"
14. Michael Franti, Spearhead & Cherine Anderson - "Say Hey (I Love You)"
15. Mr. Lexx, Major Lazer & Santigold - "Hold The Line"
16. Mavado - "House Cleaning"
17. Romain Virgo - "Live Mi Life"
18. Beres Hammond - "No Apology"